# Grace Momanyi
Grace Kwamboka Momanyi, parfois raccourci en Grace Momanyi, née le 13 mars 1981 à Masimba, district de Kisii, province de Nyanza, est une athlète kényane.

## Biographie
Issue de la tribu des Kisii, elle a au cours de sa carrière rejoint le Japon, évoluant sur les couleurs de la société Dauhatsu. Cependant, en raison de blessures, cette expérience tourne court et elle retourne au Kenya. 
En 2008, elle remporte le championnat national de cross country ce qui lui donne l'occasion de se rendre aux championnats du monde de cross country. Malgré une dixième place, elle ne figure pas dans l'équipe kénynane qui remporte la médaille d'argent.
Plus tard dans la saison elle remporte une médaille de bronze lors des Championnats d'Afrique 2008 à Addis-Abeba sur le 5 000 mètres, derrière les Éthiopiennes Meselech Melkamu et Meseret Defar.
Sélectionnée pour les Jeux olympiques de 2008 à Pékin, elle a eu l'honneur d'être le porte-drapeau de la délégation kényane.
Aux Mondiaux de Berlin 2009, elle échoue à devenir médaillée (4e) en réalisant 30 min 52 s 25 (PB).

## Palmarès

### Championnats d'Afrique
- Médaille de bronze du 5 000 mètres aux Championnats d'Afrique 2008 à Addis-Abeba,  Éthiopie

## Distinction personnelle
- Porte-drapeau de la sélection kényane aux Jeux olympiques de 2008 à Pékin